# تشاو بنشان
تشاو بنشان (بالصينية: 赵本山) هو ممثل صيني، ولد في 2 أكتوبر 1957 في الصين.

## وصلات خارجية
- تشاو بنشان على موقع IMDb (الإنجليزية)
- تشاو بنشان على موقع قاعدة بيانات الأفلام العربية
- تشاو بنشان على موقع ألو سيني (الفرنسية)
- تشاو بنشان على موقع أول موفي (الإنجليزية)
- تشاو بنشان على موقع قاعدة بيانات الأفلام السويدية (السويدية)
- تشاو بنشان على موقع قاعدة بيانات الفيلم (الإنجليزية)
- تشاو بنشان على موقع كينوبويسك (الروسية)